# Jianggan
Jianggan léase Chiáng-Kán (en chino:江干区, pinyin:Jiānggàn Qū) es un distrito urbano bajo la administración directa de la Subprovincia de Hangzhou, capital provincial de Zhejiang , República Popular China. El distrito yace en una llanura con una altitud promedio de 15 m s. n. m. en las riberas del Río Qiantang, ubicada en el centro financiero de la ciudad. Su área total es de 210 km² y su población proyectada para 2010 fue de 452 800 de habitantes.

## Administración
El distrito de Jianggan se divide en 10 pueblos que se administran en  subdistritos.
Kǎixuán jiēdào, Cǎi hé jiēdào, Zhá nòng kǒu jiēdào, Sìjì qīng jiēdào, Báiyáng jiēdào, Xiàshā jiēdào, Jiǎnqiáo jiēdào, Péng bù jiēdào, Dīng lán jiēdào y Jiǔ bǎo jiēdào.